# سیارک ۳۰۹۳۳
سیارک ۳۰۹۳۳ (به انگلیسی: 30933 Grillparzer، نامگذاری:1993UW8) سی هزار و نهصد و سی و سومین سیارک کشف شده است که در ۱۷ اکتبر ۱۹۹۳ کشف شد.